# 齊措雷
49°35′57″N 25°16′22″E / 49.59917°N 25.27278°E
齊措雷（羅馬化：Tsytsory）是烏克蘭的村落，位於該國西部捷爾諾波爾州，由捷尔诺波尔区負責管轄，處於齊措爾卡河畔，距離科茲利夫3.5公里，始建於1582年，面積0.18平方公里，2001年人口70。